# Langues gouang
Les langues gouang, aussi écrit guang ou gwang, sont un groupe de langues kwa parlée au Ghana et au Togo par les Guan.

## Classification
- Langues guang du Sud
  - Efutu
  - Cherepon
  - Gua
  - Larteh
- Langues guang du Nord
  - Chumburung
  - Dwang
  - Foodo
  - Ginyanga
  - Gonja
  - Kplang
  - Krache
  - Kyode
  - Nawuri
  - Nchumbulu
  - Nkonya–Nkami
  - Ntrapo